# شی (ترانه)
شی (انگلیسی: Shi)، کلام اصلی منظوم چینی است.
شی و شیه در زبان چینی برای شعر واژه ای وجود ندارد اما برای انواع شعر واژه‌هایی هست.
شی نخست برای ترانه‌های عامیانه، سرودها و آواز به کار می‌رفت. قدیم‌ترین نمونه‌های شی در مصرع‌های منظم پنج واژه ای مربوط به قرن اول ق. م است.

## شکل‌ها
الف: گوشی (Gushi) که به معنای «شعر کهن» است، به دو معنا مطرح است:
1. به‌طور گسترده برای اشاره به شعر باستانی چین، عمدتاً آثار ناشناس جمع‌آوری‌شده در شعر کلاسیک کنفوسیوس و آثار گردآوری‌شده توسط هان استفاده شود.
2. صرفاً برای اشاره به اشعاری در سبک‌های کلاسیک کنفوسیوس، صرف نظر از زمان سرودن آنها، استفاده شود. به دلیل تنوع قطعات گنجانده شده در سبک کلاسیک.

ب: Jintishi به معنای «شعر مدرن» است، در واقع از قرن پنجم به بعد سروده شده‌است و به نظر می‌رسد که به‌طور کامل در اوایل سلسله تانگ توسعه یافته‌است. این آثار عمدتاً در خطوط پنج و هفت کاراکتری نوشته شده‌اند و شامل الگوهای لحن محدودی هستند.
فرم‌های اصلی عبارتند از جوجو چهار خطی، لوشی هشت خطی و پایلو نامحدود.